# Модальна логіка
Мода́льна ло́гіка — це розділ сучасної логіки, де вивчаються модальні висловлювання та їхні відношення в структурі міркувань. Залежно від того, які види модальних висловлювань досліджуються, виділяють різні види модальних логік. Найпоширеніші — часові («колись у майбутньому», «завжди в минулому», «завжди» тощо) і просторові («тут», «десь», «близько» тощо). Наприклад, модальна логіка здатна оперувати твердженнями на кшталт «Київ завжди був столицею України» або «Харків колись у минулому був столицею України», які неможливо або вкрай складно виразити в немодальній мові. Окрім часових і просторових модальностей є й інші, наприклад «відомо, що» (логіка знання) або «можна довести, що» (логіка довідності).
Зазвичай для позначення модального оператора використовується {\displaystyle \Box } і двоїстий до нього {\displaystyle \diamondsuit }:
{\displaystyle \diamondsuit A=\neg \Box \neg A}
Це відображає те, що сказати: «Київ колись був столицею України», — те ж саме, що сказати: «хибно, що Київ ніколи не був столицею України».

## Модальна логіка у філософії

### Алетична логіка
Алетичні модальні поняття:
- Логічні
  - L — необхідно
  - M — можливо
  - С — випадково
- Фактичні
  - {\displaystyle \Box } — необхідно
  - {\displaystyle \Diamond } — можливо
  - {\displaystyle \triangle } — випадково

### Деонтична логіка
Деонтичні (дав.-гр. deon, deontos — належне, необхідне) так само розмови про мораль, або про зобов'язання і норми в цілому, схоже, мають модальну структуру. Різниця між "Ви повинні це зробити" та "Ви можете це зробити" дуже схожа на різницю між "Це необхідно" та "Це можливо". Такі логіки називаються деонтичними, від грецького "борг". Модальні поняття:
- обов'язково
- дозволено
- заборонено

Логіку деонтичних модальностей розробив фінський філософ Георг фон Врігт

### Аксіологічна логіка
Аксіологічні (дав.-гр. axios — цінність) модальні поняття:
- добре
- нейтрально
- погано

Аксіологічну логіку розробив філософ А. А. Івін.

### Епістемічна логіка
Епістемічні (дав.-гр. episteme — знання) модальні поняття:
- знання
- припущення
- незнання

Епістемічну логіку розроблено Яакко Гінтікка.
Часові:
- минуле
- теперішнє
- майбутнє

Просторові:
- там
- тут
- ніде

Епістемічна логіка, яка розроблена Анатолієм Калашником.
Модальній поняття: «може бути доведено», «може бути спростовано», «доведено», «спростовано», поряд із класичними «шкідливий», «корисний», «нейтрально» та іншими.

### Темпоральна логіка
Темпоральна логіка — це підхід до семантики виразів з часом, тобто виразів із кваліфікацією «коли». Деякі вирази, такі як «2 + 2 = 4», істинні завжди, тоді як вирази з напругою, такі як «Джон щасливий», істинні лише іноді[джерело?].

## Семантика
В математичній логіці й інформатиці найпоширенішою є семантика Кріпке, також існують алгебраїчна семантика, топологічна семантика та ряд інших.

## Синтаксис
Модальна форма визначається рекурсивно як слово в алфавіті, складене із зліченної множини пропозіційних змінних {\displaystyle PL}, класичних зв'язок {\displaystyle \to ,\bot }, дужок {\displaystyle (,)} і модального оператора {\displaystyle \Box }. А саме, формулою є
```
1. 

  

    

      

        
p

      

    

    
{\displaystyle p}

  

 для будь-якого 

  

    

      

        
p

        
∈

        
P

        
L

      

    

    
{\displaystyle p\in PL}

  

2. 

  

    

      

        
⊥

      

    

    
{\displaystyle \bot }

  

3. 

  

    

      

        
(

        
A

        
→

        
B

        
)

      

    

    
{\displaystyle (A\to B)}

  

, якщо 

  

    

      

        
A

      

    

    
{\displaystyle A}

  

 і 

  

    

      

        
B

      

    

    
{\displaystyle B}

  

 - формули.
4. 

  

    

      

        
(

        
◻

        
A

        
)

      

    

    
{\displaystyle (\Box A)}

  

, якщо 

  

    

      

        
A

      

    

    
{\displaystyle A}

  

 - формула.
```

Нормальною модальною логікою називається множина модальних формул, що містить всі класичні тавтології, аксіому нормальності
```

  

    

      

        
◻

        
(

        
p

        
→

        
q

        
)

        
→

        
(

        
◻

        
p

        
→

        
◻

        
q

        
)

      

    

    
{\displaystyle \Box (p\to q)\to (\Box p\to \Box q)}

  

```

і замкнута щодо правил Modus ponens {\displaystyle {\frac {A,A\to B}{B}}}, підстановки {\displaystyle {\frac {A(p)}{A(B)}}} і введення модальності {\displaystyle {\frac {A}{\Box A}}}.
Мінімальна нормальна модальна логіка позначається {\displaystyle K}.

## Конференції з модальної логіки
Advances in Modal Logic [Архівовано 30 травня 2022 у Wayback Machine.] (AiML) проводиться раз за 2 роки
Methods for Modalities [Архівовано 16 грудня 2012 у Wayback Machine.] (M4M) — також